# Robert Detweiler
Robert Milan "Bob" Detweiler, född 20 juli 1930 i Centralia i Illinois, död 8 december 2003 i Orem i Utah, var en amerikansk roddare.
Detweiler blev olympisk guldmedaljör i åtta med styrman vid sommarspelen 1952 i Helsingfors.